# Johannes Erger
Johannes Erger (* 1. September 1928 in Holzwickede; † 21. Juli 2003 in Aachen) war ein deutscher Historiker, Lehrer und Autor.

## Leben
Johannes Erger wurde 1928 in Holzwickede als Sohn eines Volksschuldirektors geboren. Nach dem Abitur absolvierte Erger die damalige Pädagogische Akademie in Münster. Von 1951 bis 1957 war er als Volksschullehrer tätig. Anschließend studierte Erger an den Universitäten Münster und Heidelberg Geschichte, Pädagogik und Philosophie. Nach Abschluss der Promotion mit einer Dissertation über den Kapp-Lüttwitz-Putsch erfolgte Ende 1963 seine Berufung als Dozent an die Pädagogische Hochschule Aachen, die zwei Jahre später als Abteilung in die neugegründete Pädagogische Hochschule Rheinland übernommen wurde. An dieser Abteilung wurde er 1967 zum ordentlichen Professor ernannt.
Ergers wissenschaftliches Interesse galt der Geschichte des 19. und 20. Jahrhunderts und dabei insbesondere der Lehrerbildung in dieser Zeit. Als Pädagoge engagierte er sich stark für die politische Bildung in der Schule. Innerhalb der Hochschulverwaltung bekleidete Erger die Ämter des Dekans und Prodekans der Abteilung Aachen und war Rektor der gesamten Pädagogischen Hochschule Rheinland. Mit Engagement betrieb er die Integration der Pädagogischen Hochschule in die Technische Hochschule. Bis zum Erreichen der Altersgrenze im Jahr 1993 war Erger mehrere Jahre Vorsitzender des Außen-Instituts der RWTH Aachen. Als Pensionär übernahm er das Ehrenamt des Beauftragten für das Erasmus-Programm und intensivierte als Vertreter der RWTH Aachen die Beziehungen zur Universität Kiew. Außerdem leitete er viele Jahre den Geschichtsverein für das Bistum Aachen. Für seine zahlreichen Verdienste wurde Johannes Erger zum Dr. h. c. ernannt. Ein Schüler Ergers ist Heinrich Küppers.
Johannes Erger fand seine letzte Ruhestätte auf dem Friedhof Hander Weg (Laurensberg).

## Schriften (Auswahl)
- Der Kapp-Lüttwitz-Putsch. Ein Beitrag zur deutschen Innenpolitik 1919/1920. Droste, Düsseldorf 1967.
- Klaus Weigelt (Hrsg.): Heimat, Tradition, Geschichtsbewusstsein. Mit Beiträgen von Johannes Erger u. a. (= Studien zur politischen Bildung. Bd. 11). v. Hase und Koehler, Mainz 1986.